# Fundación Phonos
La Fundación Phonos (conocida simplemente como Phonos) es una institución pionera en el ámbito de la música electrónica y electroacústica en España. Se creó en Barcelona en 1974, de la mano de Josep Maria Mestres Quadreny, Andrés Lewin-Richter y Lluís Callejo. Durante años fue un referente en la enseñanza de la música electroacústica en España, gracias a la labor pedagógica del compositor Gabriel Brnčić. Desde 1994, la Fundación Phonos está vinculada al Music Technology Group (MTG) de la Universidad Pompeu Fabra, desde donde establece puentes entre la creación sonora, la investigación en tecnología y el mundo cultural y artístico de Barcelona.

## Historia
La Fundación Phonos fue constituida en Barcelona en 1974 por Josep Maria Mestres Quadreny, Andrés Lewin-Richter y Lluís Callejo, con el fin de consolidar el Laboratorio de Música Electroacústica Phonos, que había sido creado en 1968. En un primer momento, la Fundación Phonos se estableció en un edificio privado el barrio de Sarrià, con el objetivo de disponer de una sede para formar a músicos y compositores interesados en trabajar con nuevas tecnologías. Phonos se equipó siguiendo el modelo de centros de referencia en creación de música electroacústica, constituyendo un esfuerzo pionero y único en la España de aquel momento.
En 1975, el compositor de origen chileno Gabriel Brnčić (que más tarde se convertiría en director artístico y pedagógico de Phonos) empezó a impartir los cursos de composición por los que pasó la práctica totalidad de la primera generación de compositores de música electroacústica españoles. Los cursos de Brnčić cubrieron durante años el vacío de los centros oficiales de educación musical en el ámbito de la composición con medios electrónicos. Algunos de los compositores formados en Phonos contribuyeron a crear otras instituciones dedicadas a la música electrónica, como el Centre d'Iniciatives i Experimentació per a Joves (CIEJ) de la Fundació Caixa de Pensions, promovido por Josep Manuel Berenguer, Jep Nuix i Oriol Graus, un estudio en el Conservatorio Municipal de Música de Barcelona, promovido por Albert Llanas, o la Asociación de Música Electroacústica de España (AMEE), promovida por Lluís Callejo y Gabriel Brnčić con Eduardo Polonio como primer presidente.
Las primeras investigaciones de la Fundación Phonos se centraron en el diseño y la construcción de aparatos electrónicos tales como mezcladores, moduladores en anillo y filtros. En el año 1975, Lluís Callejo diseñó y construyó el generador de sonidos Stokos IV, a partir de algunas ideas de Josep Maria Mestres Quadreny, y empezó a investigar con el ordenador Rockwell AIM 65. El primer concierto de Phonos tuvo lugar en la Fundació Miró en 1976, bajo el nombre de Espais Sonors, donde se presentaron las primeras obras realizada en el Laboratorio. Además, se estableció un ciclo regular de conciertos, que culminó en 1987 con el traslado del Laboratorio Phonos a la sede de la Fundación Miró. En 1982 Phonos se convirtió en Fundación Privada, quedando inscrita en el Registro de Fundaciones de la Generalidad de Cataluña en el año 1984. Durante los años ochenta, a raíz de la adquisición de sintetizadores analógicos como el EMS Synth AKS, la línea de investigación de Phonos comenzó a orientarse hacia el desarrollo de programas informáticos para la composición, lo que se hizo notablemente más sencillo con la aparición de ordenadores personales como el Apple II. En este periodo, la Fundación Phonos adquiere sintetizadores analógicos como el RSF Kobol, el Polymoog y el sampler digital AKAI S1100. En los años noventa, con la aparición de los ordenadores NeXT, la composición musical y la generación de sonido empezaron a poder realizarse en un mismo dispositivo informático, lo que es explorado en las obras como L'esquizofrènia dels sons, del compositor Eduard Resina i La tolerancia del compositor Oriol Graus , presentadas en la primera edición del festival Sónar. En 1994, Phonos se asocia a la Universidad Pompeu Fabra y se traslada a sus instalaciones en el Campus de la Comunicación de Poblenou, donde reside actualmente. El que por entonces era el director de Phonos, Xavier Serra, se incorporó como profesor de la UPF y creó el Music Technology Group (MTG), que en pocos años se consolidó como un grupo de referencia internacional en ingeniería musical. Desde entonces Phonos y el MTG están estrechamente vinculados. La colaboración entre músicos e ingenieros ha propiciado la creación de proyectos relevantes tanto a nivel musical como tecnológico. Vale la pena destacar algunos como la creación de Vocaloid en colaboración con Yamaha, el desarrollo del instrumento Reactable por un equipo liderado por Sergi Jordà, o la puesta en marcha de la web Freesound.org, que permite compartir sonidos con licencias Creative Commons. 
Actualmente, Phonos ofrece un ciclo anual de conciertos con el fin de promover la música electroacústica y electrónica experimental. Asimismo, organiza charlas y debates para fomentar actitudes críticas en torno a las artes y la tecnología, y ofrece asesoría técnica y artística para músicos y artistas sonoros en forma de una convocatoria permanente de residencias artísticas. Entre sus actividades pedagógicas y de divulgación, destacan los talleres de Reactable o el proyecto Sons de Barcelona que fomenta el interés entre los jóvenes por el sonido como herramienta para entender e interactuar con nuestro entorno. Su objetivo continúa siendo el de sus inicios, promover la creación y la difusión musicales acercando la investigación en tecnología al mundo cultural y a la sociedad.

## Actividades
En sus orígenes, una de las razones de ser de Phonos fue la necesidad de poner en común conocimientos y recursos para diseñar y construir los instrumentos electrónicos necesarios para la investigación y composición de música electroacústica. La labor de Lluís Callejo como ingeniero electrónico fue fundamental para ello. Desde un primer momento, Phonos puso estos instrumentos a disposición de compositores e intérpretes, así como de profesores y alumnos. Hoy en día, el acceso a la tecnología electrónica necesaria para la composición e interpretación de música electroacústica es mucho más fácil, por lo que Phonos no tiene que dedicar a esta actividad tantos recursos. Algunos de los instrumentos electrónicos pioneros que formaron parte de los primeros recursos del laboratorio de Phonos, forman parte ahora de la colección permanente del Museu de la Música (Barcelona). Todas sus actividades se pueden consultar en la web de Phonos

### Conciertos Phonos
Los ciclos de conciertos de Phonos se dividen en cuatro temáticas:
- Interferencias sonoras es un ciclo de electrónica mixta.
- Altaveus! es un ciclo de música acusmática (octofonia).
- Barcelona Laptop Orchestra es una orquesta residente que actualmente está en ESMUC.
- Art Music of the world es un ciclo de músicas clásicas no occidentales.

### Talleres Sonoros
El programa de talleres sonoros nació en torno a la plataforma Freesound.org del Music Technology Group. Los talleres van dirigidos a diferentes edades y colectivos, y los participantes aprenden a escuchar, pensar y trabajar con el sonido de nuestro entorno, mediante ejercicios y estrategias creativas. Además se hace énfasis en la difusión y colaboración en red mediante el uso de licencias abiertas. Actualmente encontramos tres proyectos en marcha de éste carácter: 
- Sons de Barcelona: lo desarrolla un equipo de profesionales vinculados con la pedagogía, la creación artística y la tecnología, y se realiza en colaboración con diferentes instituciones. En 2011 recibió el Premio del Consejo del Audiovisual de Catalunya y el 2012 el EngageU (European Competition for best in University Outreach and Public Engagement) concedido por Oxford Internet Institute.
- Mapas Sonoros de la Naturaleza: con el apoyo de la Fundación Española para la Ciencia y la Tecnología (FECYT) promueven el conocimiento y el interés de los estudiantes de secundaria y bachillerato por el medio natural y la tecnología mediante el trabajo del sonido. Se trata de talleres de escolta y grabaciones de sonidos de la naturaleza con los que se crea un mapa sonoro de espacios naturales.
- El Sonido de las Culturas: con el apoyo de Obra Social "La Caixa" el proyecto plantea el trabajo con los sonidos como mecanismo para conocer mejor y preservar la riqueza cultural de la ciudad. A partir de talleres participativos se gravan sonidos que se incorporan en una plataforma web interactiva creada por el artista y compositor Xavier Bonfill, donde cualquier persona puede interactuar con los sonidos y crear diferentes composiciones en línea a tiempo real.

### Ayudas a la creación
El programa de ayudas a la creación tiene como objetivo promover y estimular la creación de obras sonoras que hagan uso de los sistemas informáticos para el control y la creación musical, especialmente los proyectos que empleen tecnologías desarrolladas por el Music Technology Group de la Universidad Pompeu Fabra. 

## Patronato
Actualmente, el Patronato de la Fundació Phonos está formado por: 
- Xavier Serra Casals (presidente)
- Josep Maria Mestres Quadreny (presidente de honor)
- Albert Llanas Rich (vicepresidente)
- Andrés Lewin-Richter (secretario)

Los vocales de la fundación son:
- Josep Manuel Berenguer Alarcón
- Xavier Binefa Valls (DTIC)
- Gabriel Brnčić Isaza
- Perfecto Herrera Boyer
- Sergi Jordà Puig
- Roc Parés i Burgués
- Eduard Resina Bertran
- Paul Verschure
- Fundació Joan Miró representada por Jaume Freixa Janáriz
- Universidad Pompeu Fabra representada por Jaume Casals Pons

Andrés Lewin-Richter se encarga de la dirección ejecutiva de la Fundación. Desde mediados de 2018, la dirección artística de Phonos está a cargo de Ángel Faraldo.